# Ernst Reckeweg
Ernst Reckeweg (Oberstadt, Alemania, 18 de abril de 1873-Nueva Jersey, Estados Unidos, 5 de septiembre de 1944) fue un gimnasta artístico nadido alemán nacionalizado estadounidense, campeón olímpico en San Luis 1904 en el concurso por equipos.

## Carrera deportiva
En los JJ. OO. celebrados en San Luis (Misuri) en 1904 gana la medalla de oro en equipos, perteneciendo él al equipo de Filadelfia, quedando en el podio por delante del de Nueva York (plata) y el de Chicago (bronce), y siendo sus compañeros: Anton Heida, Max Hess, Philip Kassel, Julius Lenhart y John Grieb.